# I Can't Dance
„I Can't Dance“ je čtvrtá píseň ze čtrnáctého studiového alba britské skupiny Genesis. Nejprve vyšla jako součást alba v listopadu 1991 a znovu pak v prosinci téhož roku jako singl s písní „On the Shoreline“ na straně B. Její autory jsou všichni tři členové skupiny, Tony Banks, Phil Collins a Mike Rutherford; všichni ji rovněž spolu s Nickem Davisem produkovali. Singl se umístil na sedmém místě v žebříčku Billboard Hot 100.